# Aparshakti Khurana
Aparshakti Khurana (Chandigarh, 18 november 1987) is een Indiase acteur die voornamelijk in Hindi films speelt, zanger en presentator.

## Biografie
Khurana begon zijn loopbaan op een advocatenkantoor, maar kwam al snel achter dat dit wereldje niets voor hem was, hij wilde iets creatiefs. Na een zoektocht naar wat hij wilde kwam de mogelijkheid om radio-diskjockey te worden op zijn pad, hij kwam in aanraking met Bollywoodsterren die bij hem langskwamen om hun films te promoten, onder anderen actrice Shraddha Kapoor met wie hij later in de films Stree en Street Dancer samenwerkte.
Hij kreeg de kans om als presentator te mogen werken bij verschillende evenementen en tv-programma's. Tegelijkertijd was hij ook te vinden op het podium in het theater waar hij ontdekt werd door een regisseur die hem benaderde voor zijn eerste film Saat Uchakkey. Hij wilde niets liever dan naar Mumbai verhuizen, zijn broer Ayushmann Khurrana adviseerde hem te wachten, "Deze stad zal je vanzelf roepen"
Aparshakti is grotendeels te zien in bijrollen, maar blijft niet onopgemerkt door zijn talent. Zijn tweede film Dangal met Aamir Khan leverde hem ook een onderscheiding op voor meest veelbelovende nieuwkomer. 
Hij is voor het eerst te zien in een hoofdrol in Helmet.

## Filmografie
| Jaar | Film                    | Rol                    | Opmerking    |
| ---- | ----------------------- | ---------------------- | ------------ |
| 2014 | Popcorn                 | Dhijendra              | korte film   |
| 2016 | Saat Uchakkey           | Khappe                 |              |
| 2016 | Dangal                  | Omkar Singh Phogat     |              |
| 2017 | Badrinath Ki Dulhania   | Bhushan Mishra         |              |
| 2017 | Khoon Main Hai          |                        | korte film   |
| 2018 | Happy Phirr Bhag Jayegi | Aman Singh Wadhwa      |              |
| 2018 | Stree                   | Bittu                  |              |
| 2018 | Rajma Chawal            | Baljeet Singh Chautala |              |
| 2019 | Luka Chuppi             | Abbas Sheikh           |              |
| 2019 | Jabariya Jodi           | Santosh                |              |
| 2019 | Kanpuriye               | Jaitan Mishra          |              |
| 2019 | Bala                    | Jayesh                 |              |
| 2019 | Pati, Patni Aur Woh     | Fahim Rizvi            |              |
| 2019 | Sepia                   | Ruhaann Saddana        | korte film   |
| 2019 | Nawab                   | Nikhil                 | korte film   |
| 2020 | Street Dancer           | Amrinder Mehrotra      |              |
| 2020 | Iskool Bag              | Devendra               |              |
| 2021 | Helmet                  | Lucky                  |              |
| 2021 | Hum Do Hamare Do        | Sandeep Sachdeva       |              |
| 2022 | Dhokha: Round D Corner  | Haq Gul                |              |
| 2022 | Bhediya                 | Bittu                  | gastoptreden |
| 2024 | Stree 2                 | Bittu                  |              |
| 2024 | Berlin                  | Pushkin Verma          |              |
| 2024 | CTRL                    | Allen                  | stemacteur   |

## Discografie
| Jaar | Nummer               | Album  |
| ---- | -------------------- | ------ |
| 2016 | Ik Vaari             | single |
| 2019 | Kudiye Ni            | single |
| 2020 | Teri Yaar            | single |
| 2021 | StayXHumdumXSaathiya | single |
| 2022 | Balle Ni Balle       | single |
| 2024 | Zaroor               | single |